# NGC 266
NGC 266 es una galaxia espiral barrada de la constelación de Andrómeda. 
Fue descubierta el 12 de septiembre de 1784 por el astrónomo William Herschel.